# Palpita travossosi
Palpita travossosi là một loài bướm đêm trong họ Crambidae.